# Кроација филм
Кроација филм (Croatia Film) је основан 18.септембра 1954. године (пре тога је постојао прво под називом Подузеће за расподјелу филмова у Загребу, затим је преименована у филм, па у Сава филм). 
До 1969. Кроација филм се бави увозом и дистрибуцијом филмова, организовањем школе за обуку филмских кадрова и издавањем филмског часописа ( Филмски вјесник од 1952. до 1959. године). Од краја шездесетих Кроација филм се окренуо производњи дугометражних и краткометражних играних, документарних и промотивних филмова.

## Продукција филмова
| Год.     | Назив                             | Улога |
| -------- | --------------------------------- | ----- |
| 1960.-те |                                   |       |
| 1969.    | Љубав и понека псовка             |       |
| 1970.-те |                                   |       |
| 1970.    | Дружба Пере Квржице               |       |
| 1973.    | Размеђа                           |       |
| 1973.    | Живјети од љубави                 |       |
| 1975.    | Хитлер из нашег сокака            |       |
| 1975.    | Кућа                              |       |
| 1975.    | Муке по Мати                      |       |
| 1976.    | Избавитељ                         |       |
| 1976.    | Влак у снијегу                    |       |
| 1977.    | Хајдучка времена                  |       |
| 1977.    | Летачи великог неба               |       |
| 1977.    | Луди дани                         |       |
| 1977.    | Мећава                            |       |
| 1977.    | Не нагињи се ван                  |       |
| 1977.    | Пуцањ                             |       |
| 1978.    | Браво маестро                     |       |
| 1978.    | Љубица (филм)                     |       |
| 1978.    | Окупација у 26 слика              |       |
| 1978.    | Последњи подвиг диверзанта Облака |       |
| 1979.    | Човјек кога треба убити           |       |
| 1979.    | Дај што даш                       |       |
| 1979.    | Новинар                           |       |
| 1979.    | Повратак                          |       |
| 1980.-те |                                   |       |
| 1980.    | Авантуре Боривоја Шурдиловића     |       |
| 1980.    | Рад на одређено време             |       |
| 1981.    | Високи напон                      |       |
| 1981.    | Краљевски воз                     |       |
| 1982.    | Немир                             |       |
| 1982.    | Сервантес из Малог миста          |       |
| 1982.    | Вариола вера                      |       |
| 1982.    | Живети као сав нормалан свет      |       |
| 1982.    | Мој тата на одређено време        |       |
| 1983.    | Медени мјесец                     |       |
| 1983.    | Још овај пут                      |       |
| 1983.    | Маховина на асфалту               |       |
| 1984.    | Тајна старог тавана               |       |
| 1984.    | Задарски мементо                  |       |
| 1984.    | У раљама живота                   |       |
| 1984.    | Камионџије поново возе            |       |
| 1984.    | Уна                               |       |
| 1985.    | Љубавна писма с предумишљајем     |       |
| 1986.    | Дивљи ветар                       |       |
| 1986.    | Лијепе жене пролазе кроз град     |       |
| 1987.    | Увек спремне жене                 |       |
| 1987.    | Већ виђено                        |       |
| 1988.    | Вила Орхидеја                     |       |
| 1988.    | Чавка                             |       |
| 1990.-те |                                   |       |
| 1993.    | Контеса Дора                      |       |
| 1999.    | Четвероред                        |       |
| 2000.    | Је ли јасно, пријатељу?           |       |